# Graphorkis
Graphorkis é um género botânico pertencente à família das orquídeas (Orchidaceae).